# Raimund III. (Turenne)
Raimund III. († 1219) war ein Vizegraf von Turenne aus dem Haus Comborn. Er war ein Sohn des Vizegrafen Raimund II. und der Helie von Castelnau.
Raimund beteiligte sich an der ersten militärischen Auseinandersetzung des Albigenserkreuzzugs. Zusammen mit dem Grafen Guido II. von Auvergne, dem Erzbischof von Bordeaux und den Bischöfen von Limoges, Cahors und Agen führte er im Mai 1209 ein Kreuzritterheer in die Region Quercy. Nachdem sie drei kleinere Orte eingenommen hatten, kam ihr Zug vor der Burg von Casseneuil zum Erliegen. Ohne sie eingenommen zu haben, beendeten sie das Unternehmen nach dem Ablauf der Mindestkampfzeit von vierzig Tagen und zogen in ihre Ländereien ab.
Raimund starb infolge einer Kopfverletzung. Verheiratet war er mit Helie, der Erbtochter des Guido von Severac. Ihre Kinder waren:
- Boson III. († 1209), Mitregent in Turenne
- Raimund IV. († wohl 1243), Vizegraf von Turenne
- Raimund, Herr von Servières und Malemort; Vater von Raimund V.

## Weblink
- Vicomtes de Turenne bei Foundation for Medieval Genealogy.fmg (englisch)

| Vorgänger   | Amt                            | Nachfolger  |
| ----------- | ------------------------------ | ----------- |
| Raimund II. | Vizegraf von Turenne 1190–1219 | Raimund IV. |

| Personendaten    | Personendaten          |
| ---------------- | ---------------------- |
| NAME             | Raimund III. (Turenne) |
| KURZBESCHREIBUNG | Vizegraf von Turenne   |
| GEBURTSDATUM     | 12. Jahrhundert        |
| STERBEDATUM      | 1219                   |